# Florence Mkhize
Pour les articles homonymes, voir Mkhize.
Florence Grace Mkhize (née en 1932 et morte le 10 juillet 1999) est une syndicaliste, une féministe et une militante anti-apartheid d'Afrique du Sud, membre notamment du Congrès national africain, du Parti communiste d'Afrique du Sud, du Front démocratique uni et du Congrès sud-africain des syndicats. 

## Biographie
Née dans le village de Mzumbe, dans la province du Natal, elle emménage à Durban où elle épouse Amos Mswane dans les années 1950 et travaille comme couturière dans une usine. 
Féministe engagée, ses activités politiques commencent réellement lors de la campagne de défiance en 1952, où elle est l'une des volontaires qui brûle en public son passeport intérieur (un livret de travail permettant aux personnes de couleurs de plus de 16 ans de circuler et de travailler en zone blanche). Arrêtée et interdite d'activités politiques, Florence Mkhize s'implique néanmoins, en 1956, dans la rédaction de la charte de la liberté mais est interceptée par la police alors qu'elle tente de se rendre à Kliptown, où la charte est adoptée par 3 000 délégués du Congrès du peuple. Soutien de la Fédération des femmes sud-africaines (FEDSAW), elle participe à l'organisation de la « marche des femmes » devant les Union Buildings à Pretoria en 1956. Mais là encore, elle échoue à y assister, ayant été interceptée une fois de plus par la police. En 1957, elle participe néanmoins au boycott de la pomme de terre lancée par le Congrès sud-africain des syndicats (South African Congress of Trade Unions - SACTU) pour protester contre les conditions de travail des ouvriers agricoles dans les fermes de la région de Bethal, paralysant alors l'industrie de cette culture. 
Après l'interdiction du Congrès National Africain (ANC), Florence Mkhize continue à militer clandestinement en tant que membre du Parti communiste d'Afrique du Sud (SACP) et, surtout, du SACTU jusqu'à ce que les structures sud-africaines de ce dernier soient totalement démantelés. En juin 1968, en vertu de la loi de suppression du communisme, Florence Mkhize est interdite d'activités politiques pour une durée de cinq ans. 
Durant les années 1970, elle participe à la campagne nationale et internationale demandant la libération de Nelson Mandela. En 1983, elle est membre fondateur du Front démocratique uni et  travaille durant cette période avec l'Organisation des femmes du Natal pour obtenir l'appui des femmes des autres groupes raciaux. 
Elle meurt le 10 juillet 1999 d'une insuffisance cardiaque.

## Distinctions
- Prix de la bravoure de la ligue des femmes de l'ANC (1998)
- Médaille d'or des anciens combattants d'Umkhonto we Sizwe (1999).